# Asphyx
Asphyx é uma banda de death/doom metal dos Países Baixos, criada em 1987.

## História
Uma das primeiras bandas de death metal da Holanda, o Asphyx foi formado em 1987 pelo então membro principal do Pestilence, Martin Van Drunen (vocal/baixo), com Eric Daniels (guitarra) e Bob Bagchus (bateria). Depois de muitas demos até fechar os anos 90, o Asphyx assinou com a Century Media Records e continuou lançando um firme fluxo de álbuns e EPs, incluindo o EP "Mutilating Process" de 1990, "The Rack" de 1991, o EP "Crush the Cenotaph" de 1992, e o "Last One on Earth" de 1993. Entretanto, nenhum desses chegou perto de tirar a banda do death metal underground, e os membros desapontados do Asphyx decidiram separar a banda nessa época. Van Drunen temporariamente se uniu (mas nunca gravou junto) ao inglês Bolt Thrower e se envolvou em diversos outros projetos, mas Daniels achou coerente gravar um último álbum epônimo do Asphyx (com o vocalista/baixista Ron Van Pol e o baterista Sander Van Hoof) antes de se juntar a Bagchus numa nova banda chamada Soulburn. Estranhamente, o último resolveu "devolver o favor", quando ele formou uma nova versão do Asphyx (com o vocalista/baixista Theo Loomans e o guitarrista Ronny Van Der Wey) e gravou o "God Cries" de 1996. Mais estranho ainda, Daniels então foi convidado novamente para tocar no "Embrace the death" do mesmo ano, depois do qual o Asphyx foi oficialmente posto para dormir (de verdade!). Assim foi, até o ano 2000, quando o previamente mencionado Soulburn (consistindo de Daniels, Bagchus, e o vocalista/baixista Wannes Gubbels) pensaram "que se dane" e foram lançar seu último álbum, "On the Wings of Inferno", antes de outra departura do Asphyx.
Em 2007 eles retornaram, entraram em turnê e lançaram em 2009 o álbum Death...The Brutal Way. Em 2010, assumiram uma formação definitiva e estão lançando o novo álbum, Deathhammer, em fevereiro de 2012. 

## Membros
Atuais
- Martin van Drunen – vocais (1990–1992, 2007–atualmente), baixo (1990–1992)
- Paul Baayens – guitarra (2007–atualmente)
- Alwin Zuur – baixo (2010–atualmente)
- Stefan Hüskens - bateria (2014–atualmente)

Antigos
- Bob Bagchus – bateria (1987–1993, 1995–1996, 1997–2000, 2007–2014)
- Tonny Brookhuis – guitarra (1987–1989)
- Chuck Colli – vocal e baixo (1988–1989)
- Eric Daniels – guitarra (1989–1995, 1997–2000)
- Theo Loomans – vocal e baixo (1989–1990, 1995–1996)
- Ron van der Pol – vocal e baixo (1992–1994)
- Sander van Hoof – bateria (1994)
- Heiko Hanke – keyboards (1994)
- Ronny van der Wey – guitarra (1996)
- Wannes Gubbels – baixo e vocal (1997–2000, 2007–2010)
- Roel Sanders – bateria

## Discografia
Álbuns de estúdio
- The Rack (Century Media, 1991)
- Last One on Earth (Century, 1992)
- Asphyx (Century, 1994)
- Embrace the Death (Century, 1996; gravado em 1990)
- God Cries (Century, 1996)
- On the Wings of Inferno (Century, 2000)
- Death...the Brutal Way (Century,  2009)
- Deathhammer (Century,  2012)
- Incoming Death  (Century,  2016)

Demos
- Carnage Remains (1988)
- Enter the Domain (1989)
- Crush the Cenotaph (1990)

Singles e EPs
- "Mutilating Process" (single, Gore Records/Nuclear Blast, 1989)
- Crush the Cenotaph (Century, 1992)
- Reign of the Brute (Century, 2012)

Álbuns ao vivo
- Live Death Doom (álbum duplo ao vivo, DVD, Century, 2010)